# (163625) Munn
(163625) Munn est un astéroïde de la ceinture principale.

## Description
(163625) Munn est un astéroïde de la ceinture principale. Il fut découvert le 10 octobre 2002 à l'observatoire d'Apache Point par le programme Sloan Digital Sky Survey. Il présente une orbite caractérisée par un demi-grand axe de 3,11 UA, une excentricité de 0,20 et une inclinaison de 18,5° par rapport à l'écliptique.

## Compléments